# Donatien De Bruyne
 (décembre 2024).
Pour les articles homonymes, voir De Bruyne.
Donatien De Bruyne, né à Nieuwkerke le 7 octobre 1871 et mort à Bruges le 5 août 1935, est un ecclésiastique belge, historien, patrologue, paléographe et éditeur critique de la Vulgate. D'abord prêtre séculier, il rejoint l'ordre des bénédictins à l'abbaye de Maredsous.

## Biographie
Albert De Bruyne est né le 7 octobre 1871 à Nieuwkerke en province de Flandre occidentale. Il est ordonné prêtre en décembre 1895 pour le diocèse de Bruges. En 1899 il devient docteur en théologie de l'université catholique de Louvain. Nommé professeur d'Écriture Sainte au grand séminaire de Bruges par l'évêque Gustave-Joseph Waffelaert le 1er février 1901, il publie jusqu'en 1903 plusieurs études remarquées dans les Collationes Brugenses.
En 1903, il entre à l'abbaye de Maredsous où il reçoit le nom de Donatien. Il fait profession monastique le 21 mars 1905. À partir de cette date, il publie sous le nom de Donatien. Dès 1907, il réside à Rome comme membre de la « Commission de la révision de la Vulgate ». Il parcourt alors le monde pour y examiner les manuscrits nécessaires à l'établissement du texte de la Vulgate et ses travaux sont salués par Adolf von Harnack. On constate la pertinence, l'utilité et l'exactitude des notes prises à cette occasion. Après l'interruption de la guerre, et les années 1921-1925 passées à diriger la Revue bénédictine à Maredsous, il retourne à la Commission de la Vulgate à Rome jusqu'en 1934 (collège San Callisto, abbaye Saint-Jérôme in Urbe). Il termine sa vie à l'abbaye de Bruges en 1935.

## Production scientifique
De Bruyne a examiné et collationné des centaines de manuscrits latins médiévaux dans le cadre de la préparation de l'édition critique de la Vulgate. Ses contributions scientifiques concernent principalement l'histoire critique du texte de la Vulgate et de ses paratextes majeurs (prologues, sommaires, divisions destinés à guider la copie, orienter la lecture et encadrer l'interprétation de la Bible) ainsi que la critique d'attribution des œuvres théologiques anciennes qui y sont associées. Ses recherches l'ont conduit à travailler sur quatre sujets principaux : les traductions de la Bible par Jérôme de Stridon, les paratextes bibliques, l'édition des traductions latines des livres des Maccabées, publiées dans l'édition critique de la Vulgate, les écrits exégétiques de d'Augustin d'Hippone sur l'Heptateuque.
Outre la Revue bénédictine qu'il dirige pendant quatre ans, De Bruyne collabore avec de nombreuses revues comme la Revue Biblique, les Analecta Bollandiana, The Journal of Theological Studies ou encore la Zeitschrift für die Neutestamentliche Wissenschaft.

## L'étude des paratextes bibliques
Son œuvre majeure est consacrée à l'édition scientifique des préfaces, sommaires et divisions de la Bible latine. La version imprimée, publiée en deux volumes, se présente sous la forme d'un document de travail provisoire destiné aux éditeurs des traductions latines de la Bible par Jérôme de Stridon. Les conditions de travail de l'époque, la première guerre mondiale et l'urgence, pour les éditeurs de la Bible, de disposer de ce document pour l'établissement du texte de la Vulgate explique en partie certaines des faiblesses de l'ouvrage, dépourvu lui-même de préface, de table d'abréviations et d'index des manuscrits cités. La clé des sigles des manuscrits cités y fait en particulier défaut. Elle se reconstitue à partir des informations éparses dans les deux volumes précités d'une part, et d'autre part en consultant la littérature scientifique spécialisée, les apparats de l'édition critique de la Vulgate du Nouveau Testament de John Wordsworth, ainsi que les travaux de Samuel Berger.
Membre du comité de rédaction de la Revue bénédictine, Donatien De Bruyne y a publié de nombreuses études, parmi lesquelles il faut chercher l'analyse et l'introduction scientifique, parfois l'édition critique même, de plusieurs des textes dont il avait procuré l'édition en 1920 dans les Préfaces de la Bible latine. Par exemple, les prologues marcionites du corpus paulinien avaient déjà fait l'objet d'une édition critique en bonne et due forme en 1907. Plus tard d'autres textes plus conséquents ont été publiés dans d'autres collections.
L'édition de la Vulgate (Ancien Testament) parue entre 1920 et 1985, dépend de plusieurs des documents dont Donatien De Bruyne avait préparé le matériau critique, comme l'indiquent quelques discrètes notes de bas de page. Il s'agit en particulier des préfaces et des divisions de la Bible en chapitres (apparat inférieur de l'édition critique de la Vulgate), pour lesquelles l'édition de la Vulgate est préférable aux Sommaires et divisions de la Bible latine de 1914 (pour l'Ancien Testament).
Dans ce cadre, De Bruyne a remis en question la paternité de plusieurs des prologues et traductions latines des épîtres pauliniennes. Selon lui, Pélage serait à l'origine de la version vulgate latine des épîtres de Paul ; Jérôme s'est souvent contenté du rôle de réviseur, surtout pour le Nouveau Testament. Il a également découvert et publié en 1930 un prologue anti-marcionite sur l'Évangile selon Jean.

## Le livre des Macchabées
Sa principale contribution à l'édition critique de la Vulgate est l'édition du Livre des Macchabées qu'il entreprend dès 1907 et achève en 1932 avec l'aide de son confrère de son confrère et ami de Maredsous, Dom Bonaventure Sodar (1887-†1967).«  Je me rappellerai toujours avec bonheur que presque toujours nous sommes arrivés, souvent avant toute discussion, à un accord parfait » note-il dans sa préface. L'édition synoptique des trois versions recensées, comparées avec le texte grec et les citations des Pères, de Cyprien de Carthage en particulier, occupent plus de 250 pages.

## Collaborations
D'un point de vue historiographique, les recherches de Donatien De Bruyne doivent être placées dans le contexte du réseau bénédictin, extrêmement efficace et fécond à partir de la fin du XIXe siècle. On a déjà mentionné la Commission pour la révision de la Vulgate et la mise à contribution ponctuelle de confrères. Il faut encore citer la production de nombreuses éditions scientifiques de textes par les bénédictins belges et allemands, amorcée dans les dernières décennies du XIXe siècle. Pendant plus d'un siècle, leurs travaux se complètent et se font écho de façon substantielle et constructive, sans jamais séparer l'étude de la Bible de celle de son exégèse patristique et médiévale, unies par la charnière de l'étude des traductions vieilles latines, éditées par l'abbaye de Beuron (Vetus latina).
Il met à la disposition de collègues des travaux préparés mais non encore publiés, comme ses recherches sur le De fide Trinitatis qu'il attribue à Pélage . Avec l'aide du jeune Dom Cyrille Lambot (1900-1968), il contribue aussi à l'histoire des collections anciennes de manuscrits, comme celles de l'ancienne abbaye de Saint-Jacques de Louvain. En 1958, Jean Fraipont co-édite avec  De Bruyne, les écrits de saint Augustin sur l'Heptateuque dont son confrère décédé avait préparé la publication.

## Postérité
Par ailleurs et jusqu'à sa mort, Donatien De Bruyne n'a cessé d'apostiller et compléter ses exemplaires interfoliés des Préfaces de la Bible latine et des Sommaires et divisions, ainsi que différentes publications de Samuel Berger, pionner de l'étude de la Vulgate à la fin du XIXe siècle. Conservés auprès des archives de l'abbaye de Maredsous, ces documents, les questions traitées au cours de sa carrière ou laissées pendantes, ainsi que les publications de l'érudit ont continué à ensemencer et à stimuler la recherche, grâce notamment à la générosité de ses successeurs et héritiers intellectuels de la Revue bénédictine.

## Œuvres

### Bio-bibliographie exhaustive
- Donatien de Bruyne (préf. Pierre-Maurice Bogaert et Thomas O'Loughlin), Summaries, divisions and rubrics of the Latin Bible, Brepols, coll. « Studia traditionis theologiae » (no 18), 2014 (ISBN 978-2-503-55533-1)

### Sélection, par ordre chronologique
- Prologues bibliques d'origine marcionite," Revue bénédictine, 1907, p. 1-15 [démontre que le prologue "Romani sunt in partibus Italiae" (Repertorium biblicum 677 est d'origine marcionite et non pélagienne).
- Fragments retrouvés d'apocryphes priscillanistes, Revue Bénédictine 24 (1907), 323.
- Une Concordance Biblique d’Origine Pélagiense Revue Biblique 5 (1908), p. 75–83.
- Sommaires, divisions et rubriques de la Bible latin, Namur, 1914, 601 p. (réédition à l'identique avec titre anglais: Summaries, Divisions, and Rubrics of the Latin Bible. Introductions by Pierre-Maurice Bogaert & Thomas O’Loughlin, Turnhout, 2014.
- « Une nouvelle préface de la traduction hexaplaire de Saint Jérôme», Revue Bénédictine, 31 (1914), p. 229‑236.
- Étude sur les origines de notre texte latin de saint Paul, Revue Biblique 12 (1915), pp. 358–392.
- Préfaces de la Bible latine, Namur, 1920, 266 p.
- Les fragments de Freising (épîtres de S. Paul et épîtres catholiques), Rome, Bibliothèque Vaticane, 1921.
- Les plus anciens prologues latins des Évangiles, Revue bénédictine 40 (1928).
- Nouveaux Sermons de Saint Pierre Chrysologue, Journal of Theological Studies 29 (1928), pp. 362–368.
- La Reconstitution du psautier hexaplaire latin, Revue Bénédictine, 41 (1929), p. 297‑324.
- Le Problème du psautier romain Revue bénédictine, 42 (1930), p. 101-126.
- Les Anciennes Traductions latines des Maohabées", éd. dom Donatien de Bruyne, O. S. B. avec la collaboration de dom Bonaventure Sodar, O. S. B., Anecdota Maredsolana, Maredsous, 1932, 1 vol., lxiv, 227 p. avec 3 planches).
- D. de Bruyne, E. A. Lowe, R. J. Dean, Une formule de confirmation employée par la chancellerie apostolique au XIIe siècle", Revue bénédictine, octobre 1935.
- Johannes Fraipont et Donatien de Bruyne, eds., Sancti Aurelii Augustini Quaestionum in Heptateuchum, libri VII; Locutionum in Heptateuchum, libri VII; De octo quaestionibus ex Veteri Testamento, Corpus Christianorum, Series Latina, 33, Turnholt, 1958.